# Poursuite féminine de biathlon aux Jeux olympiques de 2022
Navigation
Pyeongchang 2018 Milan-Cortina 2026
L'épreuve féminine de Poursuite 10 km de biathlon aux Jeux olympiques de 2022 a lieu le 13 février 2022 au Centre de ski nordique et de biathlon de Guyangshu. Comme Laura Dahlmeier quatre ans plus tôt à PyeongChang, Marte Olsbu Røiseland réalise le doublé Sprint-Poursuite. Elle fait toute la course en tête et une faute au troisième tir (debout) n'entrave pas sa marche en avant. Elle remporte sa troisième médaille d'or à Pékin puisque qu'en ouverture des compétitions de biathlon, elle faisait partie du quatuor norvégien vainqueur du relais mixte. Deuxième du sprint, et donc deuxième partante de la poursuite à 30 secondes de Røiseland, Elvira Öberg conserve sa position, mais avec trois fautes, concède 1 min 36 s sur la ligne d'arrivée. La remontée du jour est à mettre à l'actif de Tiril Eckhoff, partie onzième et qui termine en bronze. La Norvégienne prend la troisième place en raison de la défaillance de sa compatriote Ingrid Landmark Tandrevold, qui fait un malaise en vue de l'arrivée et recule en quatorzième position.

## Médaillées
| Or                          | Argent             | Bronze              |
| Marte Olsbu Røiseland (NOR) | Elvira Öberg (SWE) | Tiril Eckhoff (NOR) |

## Résultats
Légende : C - Couché ; D - Debout
Le départ de la course est donné à  17 h 00. Les dossards sont attribués dans l'ordre d'arrivée du sprint
| Rang                                | Dossard                 | Non                            | Nationalité  | Départ    | Pénalités (C+C+D+D) | Temps         | Ecart         |
| ----------------------------------- | ----------------------- | ------------------------------ | ------------ | --------- | ------------------- | ------------- | ------------- |
| Médaille d'or, Jeux olympiques      | 1                       | Marte Olsbu Røiseland          | Norvège      |           | 1 (0+0+1+0)         | 34 min 46 s 9 |               |
| Médaille d'argent, Jeux olympiques  | 2                       | Elvira Öberg                   | Suède        | 0 min 31  | 3 (0+1+2+0)         | 36 min 23 s 4 | +1 min 36 s 5 |
| Médaille de bronze, Jeux olympiques | 11                      | Tiril Eckhoff                  | Norvège      | 1 min 16  | 3 (1+1+0+1)         | 36 min 35 s 6 | +1 min 48 s 7 |
| 4                                   | 26                      | Hanna Sola                     | Biélorussie  | 1 min 52  | 3 (1+1+1+0)         | 36 min 45 s 8 | +1 min 58 s 9 |
| 5                                   | 12                      | Linn Persson                   | Suède        | 1 min 20  | 2 (0+0+1+1)         | 36 min 54 s 1 | +2 min 07 s 2 |
| 6                                   | 3                       | Dorothea Wierer                | Italie       | 0 min 37  | 3 (0+0+2+1)         | 36 min 56 s 0 | +2 min 09 s 1 |
| 7                                   | 4                       | Lisa Theresa Hauser            | Autriche     | 0 min 47  | 2 (0+0+1+1)         | 36 min 56 s 7 | +2 min 09 s 8 |
| 8                                   | 29                      | Julia Simon                    | France       | 1 min 56  | 2 (0+1+1+0)         | 37 min 05 s 2 | +2 min 18 s 3 |
| 9                                   | 16                      | Monika Hojnisz-Staręga         | Pologne      | 1 min 29  | 2 (2+0+0+0)         | 37 min 15 s 7 | +2 min 28 s 8 |
| 10                                  | 14                      | Paulína Fialková               | Slovaquie    | 1 min 28  | 2 (0+2+0+0)         | 37 min 25 s 7 | +2 min 38 s 8 |
| 11                                  | 13                      | Uliana Nigmatullina            | ROC          | 1 min 28  | 3 (0+2+1+0)         | 37 min 33 s 2 | +2 min 46 s 3 |
| 12                                  | 18                      | Vanessa Voigt                  | Allemagne    | 1 min 31  | 1 (1+0+0+0)         | 37 min 35 s 3 | +2 min 48 s 4 |
| 13                                  | 8                       | Yuliia Dzhima                  | Ukraine      | 1 min 08  | 4 (1+0+1+2)         | 37 min 36 s 2 | +2 min 49 s 3 |
| 14                                  | 5                       | Ingrid Landmark Tandrevold     | Norvège      | 1 min 00  | 1 (0+0+1+0)         | 37 min 39 s 9 | +2 min 53 s 0 |
| 15                                  | 30                      | Franziska Preuß                | Allemagne    | 1 min 57  | 1 (1+0+0+0)         | 37 min 45 s 6 | +2 min 58 s 7 |
| 16                                  | 10                      | Alina Stremous                 | Moldavie     | 1 min 15  | 2 (0+0+1+1)         | 38 min 01 s 3 | +3 min 14 s 4 |
| 17                                  | 22                      | Denise Herrmann                | Allemagne    | 1 min 45  | 3 (0+1+0+2)         | 38 min 07 s 6 | +3 min 20 s 7 |
| 18                                  | 19                      | Hanna Öberg                    | Suède        | 1 min 35  | 6 (1+0+3+2)         | 38 min 11 s 3 | +3 min 24 s 4 |
| 19                                  | 15                      | Dzinara Alimbekava             | Biélorussie  | 1 min 29  | 3 (0+0+3+0)         | 38 min 13 s 7 | +3 min 26 s 8 |
| 20                                  | 60                      | Iryna Leshchanka               | Biélorussie  | 2 min 48  | 2 (0+0+0+2)         | 38 min 16 s 9 | +3 min 30 s 0 |
| 21                                  | 55                      | Vanessa Hinz                   | Allemagne    | 2 min 40  | 1 (0+0+0+1)         | 38 min 21 s 0 | +3 min 34 s 1 |
| 22                                  | 21                      | Katharina Innerhofer           | Autriche     | 1 min 42  | 3 (0+0+1+2)         | 38 min 24 s 7 | +3 min 37 s 8 |
| 23                                  | 20                      | Irina Kazakevich               | ROC          | 1 min 39  | 3 (0+0+2+1)         | 38 min 25 s 8 | +3 min 38 s 9 |
| 24                                  | 23                      | Lena Häcki                     | Suisse       | 1 min 46  | 4 (2+0+1+1)         | 38 min 27 s 5 | +3 min 40 s 6 |
| 25                                  | 24                      | Anastasiya Merkushyna          | Ukraine      | 1 min 47  | 2 (1+0+0+1)         | 38 min 37 s 2 | +3 min 50 s 3 |
| 26                                  | 6                       | Kristina Reztsova              | ROC          | 1 min 05  | 7 (2+2+1+2)         | 38 min 41 s 6 | +3 min 54 s 7 |
| 27                                  | 9                       | Anaïs Bescond                  | France       | 1 min 09  | 5 (2+0+1+2)         | 38 min 46 s 4 | +3 min 59 s 5 |
| 28                                  | 41                      | Markéta Davidová               | Tchéquie     | 2 min 28  | 4 (1+1+1+1)         | 38 min 49 s 8 | +4 min 02 s 9 |
| 29                                  | 34                      | Joanne Reid                    | États-Unis   | 2 min 11  | 3 (0+0+0+3)         | 39 min 06 s 7 | +4 min 19 s 8 |
| 30                                  | 28                      | Mari Eder                      | Finlande     | 1 min 56  | 4 (0+1+1+2)         | 39 min 15 s 6 | +4 min 28 s 7 |
| 31                                  | 17                      | Milena Todorova                | Bulgarie     | 1 min 31  | 6 (0+0+2+4)         | 39 min 20 s 6 | +4 min 33 s 7 |
| 32                                  | 36                      | Lisa Vittozzi                  | Italie       | 2 min 25  | 4 (1+2+0+1)         | 39 min 21 s 2 | +4 min 34 s 3 |
| 33                                  | 38                      | Ida Lien                       | Norvège      | 2 min 26  | 4 (0+1+2+1)         | 39 min 22 s 1 | +4 min 35 s 2 |
| 34                                  | 25                      | Lucie Charvátová               | Tchéquie     | 1 min 51  | 4 (2+1+0+1)         | 39 min 43 s 2 | +4 min 56 s 3 |
| 35                                  | 31                      | Jessica Jislová                | Tchéquie     | 1 min 58  | 2 (0+1+0+1)         | 39 min 54 s 5 | +5 min 07 s 6 |
| 36                                  | 42                      | Ivona Fialková                 | Slovaquie    | 2 min 28  | 7 (0+4+1+2)         | 40 min 06 s 3 | +5 min 19 s 4 |
| 37                                  | 57                      | Samuela Comola                 | Italie       | 2 min 46  | 3 (0+1+1+1)         | 40 min 10 s 4 | +5 min 23 s 5 |
| 38                                  | 46                      | Clare Egan                     | États-Unis   | 2 min 32  | 4 (0+0+2+2)         | 40 min 17 s 0 | +5 min 30 s 1 |
| 39                                  | 54                      | Amy Baserga                    | Suisse       | 2 min 40  | 3 (1+0+1+1)         | 40 min 18 s 0 | +5 min 31 s 1 |
| 40                                  | 27                      | Susan Dunklee                  | États-Unis   | 1 min 55  | 3 (0+0+2+1)         | 40 min 18 s 9 | +5 min 32 s 0 |
| 41                                  | 47                      | Svetlana Mironova              | ROC          | 2 min 33  | 6 (0+0+1+5)         | 40 min 25 s 4 | +5 min 38 s 5 |
| 42                                  | 39                      | Fuyuko Tachizaki               | Japon        | 2 min 27  | 3 (0+1+1+1)         | 40 min 27 s 8 | +5 min 40 s 9 |
| 43                                  | 51                      | Suvi Minkkinen                 | Finlande     | 2 min 37  | 0 (0+0+0+0)         | 40 min 38 s 0 | +5 min 51 s 1 |
| 44                                  | 45                      | Julia Schwaiger                | Autriche     | 2 min 32  | 3 (0+0+1+2)         | 40 min 42 s 2 | +5 min 55 s 3 |
| 45                                  | 44                      | Susan Külm                     | Estonie      | 2 min 31  | 3 (1+1+1+0)         | 40 min 57 s 3 | +6 min 10 s 4 |
| 46                                  | 7                       | Anna Magnusson                 | Suède        | 1 min 06  | 6 (1+3+0+2)         | 40 min 59 s 9 | +6 min 13 s 0 |
| 47                                  | 37                      | Deedra Irwin                   | États-Unis   | 2 min 26  | 4 (0+0+1+3)         | 41 min 01 s 0 | +6 min 14 s 1 |
| 48                                  | 50                      | Baiba Bendika                  | Lettonie     | 2 min 36  | 6 (2+1+2+1)         | 41 min 11 s 9 | +6 min 25 s 0 |
| 49                                  | 33                      | Tuuli Tomingas                 | Estonie      | 2 min 05  | 7 (0+2+3+2)         | 41 min 12 s 2 | +6 min 25 s 3 |
| 50                                  | 56                      | Regina Oja                     | Estonie      | 2 min 40  | 5 (3+1+0+1)         | 41 min 14 s 5 | +6 min 27 s 6 |
| 51                                  | 59                      | Polona Klemenčič               | Slovénie     | 2 min 47  | 4 (0+1+2+1)         | 41 min 31 s 5 | +6 min 44 s 6 |
| 52                                  | 52                      | Galina Vishnevskaya-Sheporenko | Kazakhstan   | 2 min 38  | 4 (1+0+0+3)         | 41 min 47 s 9 | +7 min 01 s 0 |
| 53                                  | 35                      | Tang Jialin                    | Chine        | 2 min 19  | 4 (1+0+1+2)         | 41 min 48 s 3 | +7 min 01 s 4 |
| 54                                  | 32                      | Emma Lunder                    | Canada       | 2 min 03  | 7 (1+3+2+1)         | 42 min 19 s 3 | +7 min 32 s 4 |
| 55                                  | 40                      | Iryna Petrenko                 | Ukraine      | 2 min 27  | 4 (1+1+2+0)         | 43 min 03 s 7 | +8 min 16 s 8 |
|                                     | 49                      | Ekaterina Avvakumova           | Corée du Sud | 2 min 35  | (3+4+ + )           | LAP           |               |
| 58                                  | Tereza Voborníková      | Tchéquie                       | 2 min 47     | (4+0+3+ ) | LAP                 |               |               |
| 43                                  | Johanna Talihärm        | Estonie                        | DNS          | DNS       | DNS                 | DNS           |               |
| 48                                  | Justine Braisaz-Bouchet | France                         | DNS          | DNS       | DNS                 | DNS           |               |
| 53                                  | Kamila Żuk              | Pologne                        | DNS          | DNS       | DNS                 | DNS           |               |